# Juan Carlos Juárez Arriola
Juan Carlos Juárez Arriola (Madrid, 1981) es un economista y político español del Partido Popular, alcalde de La Línea de la Concepción, consejero de la Autoridad Portuaria de Algeciras-La Línea, miembro de la Mancomunidad de Municipios del Campo de Gibraltar y diputado provincial de Cádiz.

## Biografía
Nació en el seno de una familia de clase media y cursó su educación primaria y secundaria en el Colegio de la Sagrada Familia. Posteriormente, realizó estudios universitarios en el Centro de Estudios Universitarios, obteniendo el título de Licenciado en Ciencias Económicas por la Universidad Autónoma de Madrid. Está casado y es padre de dos hijas. Contrajo matrimonio en la Comunidad de Madrid.

### Trayectoria política
En 1992 completó la formación como Agente de la Propiedad Inmobiliaria. Continuó su formación académica con estudios en Derecho en la Universidad Nacional de Educación a Distancia y cursó varios másteres relacionados con la gestión de proyectos de construcción, uno de ellos impartido por la Fundación Antonio Camuñas, con sede en su ciudad natal.
Inició su carrera profesional a los 24 años como economista en el Banco Atlántico de Madrid. Posteriormente, trabajó en pequeñas empresas de distintos sectores económicos. En 1998 se trasladó a La Línea de la Concepción, donde se integró en el Grupo Independiente Liberal.
En el ámbito político, Juárez ha ocupado diversos cargos institucionales. En las elecciones municipales de 2003, el Partido Popular obtuvo 20 concejales, mientras que Juan Carmona de Cozar alcanzó 22 concejales de los 25 totales para el Partido Socialista Obrero Español, lo que condujo a su elección como alcalde tras suceder a Alejandro Sánchez García.
A lo largo de su trayectoria, Juan Carlos Juárez ha desempeñado varias responsabilidades públicas, entre ellas: presidente de la Fundación de la Universidad Internacional Menéndez Pelayo, consejero de la Autoridad Portuaria de Algeciras-La Línea, miembro de la Mancomunidad de Municipios del Campo de Gibraltar y diputado en la Diputación Provincial de Cádiz.
Por último, se fue de la política debido a razones personales y profesionales, además su dimisión también estuvo relacionada con una sentencia de cárcel debido a un delito de desobediencia en el Caso Palex, que lo inhabilitó por seis meses para ejercer cargos públicos.

### Elecciones Municipales
En las elecciones municipales del 13 de junio de 1999 en La Línea de la Concepción, el Grupo Independiente Liberal, formación política fundada por Jesús Gil y Gil, se presentó por primera vez en el municipio. La candidatura del GIL, encabezada por Juan Carlos Juárez Arriola, obtuvo una amplia mayoría absoluta, logrando 17 de los 25 concejales del pleno municipal, lo que representó más del 57% de los votos emitidos.
Como resultado de esta victoria, Juárez fue investido alcalde el 3 de julio de 1999, cargo que ejerció de forma ininterrumpida durante más de una década. Su mandato concluyó el 14 de octubre de 2009, fecha en la que presentó su dimisión.
El 1 de octubre de 2009, Juan Carlos Juárez presentó su renuncia a la alcaldía de La Línea de la Concepción tras ser inhabilitado judicialmente por un periodo de seis meses por un delito de desobediencia a la autoridad judicial, en el marco del conocido caso Palex. La condena estuvo relacionada con el incumplimiento de una sentencia firme que ordenaba el pago de una deuda municipal a la empresa Palex Medical.
Posteriormente, el 6 de noviembre de 2009, Juárez dimitió también de sus cargos dentro del Partido Popular a nivel local, alegando motivos personales y profesionales. Fue sucedido en la alcaldía por el entonces teniente de alcalde, Alejandro Sánchez García.

### Caso Palex
El 10 de diciembre de 2008, el Juzgado de lo Penal número 2 de Algeciras condenó al alcalde de La Línea de la Concepción, Juan Carlos Juárez Arriola, por un delito de desobediencia a la autoridad judicial, tipificado en el artículo 410.1 del Código Penal español. La condena se dictó debido a su negativa a ejecutar una sentencia firme del Tribunal Superior de Justicia de Andalucía que, desde 2001, obligaba al Ayuntamiento a saldar una deuda con la empresa Palex Medical.
Según la sentencia, el alcalde fue requerido en reiteradas ocasiones para proceder al pago de la cantidad adeudada —1.038.028 euros más intereses legales incrementados en dos puntos—. El requerimiento fue formalizado personalmente el 27 de mayo de 2003, otorgándole un plazo de veinte días para su cumplimiento, bajo apercibimiento de multas coercitivas y deducción de testimonio para iniciar un procedimiento penal.
La magistrada concluyó que Juárez incurrió en una omisión deliberada, haciendo "caso omiso a los requerimientos" judiciales, lo que dio lugar a la imposición de una multa coercitiva de 1.500 euros y al inicio del proceso penal. En su resolución, la jueza consideró acreditados tanto el elemento objetivo como el subjetivo del delito de desobediencia, señalando que, al tratarse de una autoridad pública asistida por personal técnico, no cabía duda sobre el conocimiento y obligatoriedad de la resolución judicial.
La sentencia impuso a Juárez una multa de cuatro meses, con una cuota diaria de seis euros, así como la inhabilitación especial para el ejercicio de empleo o cargo público por un periodo de seis meses. También se le condenó al pago de las costas procesales, incluidas las derivadas de la acusación particular. La defensa alegó supuestos problemas de liquidez en el Ayuntamiento, argumento que fue rechazado por la jueza por no haber sido probado durante el proceso.